# Lijst van burgemeesters van Hardenberg
Dit is een lijst van burgemeesters van de Nederlandse gemeente Hardenberg in de provincie Overijssel.

## Burgemeesters van de stad Hardenberg
| Ambtsperiode    | Naam burgemeester       | Bijzonderheden                                       |
| --------------- | ----------------------- | ---------------------------------------------------- |
| 1552            | Johan Rotgertssone      |                                                      |
| 1567            | Willem Janssoen         |                                                      |
| 1648            | Johan Loefftinck        |                                                      |
| 1665 - 1678     | Harmen van Borne        | ovl. 1679                                            |
| 1668 - 1669     | Engbert Hendricksen     |                                                      |
| 1675            | Jan Henricks Odinck     |                                                      |
| 1676            | Woelert Willems         |                                                      |
| ca. 1680        | Berent van Borne        | ovl. voor 1683, tr. Christina Lubley                 |
| voor 1686       | Willem Edelink          |                                                      |
| 1686            | Jan van Borne           |                                                      |
| 1693            | Arnold Voltelen         | tr. 1683 Christina Lubley, wed. van Berent van Borne |
| 1698            | Berent Craemer          |                                                      |
| 1720            | Hermen van Borne        | zoon van Jan van Borne                               |
| 1725            | Frerik d'Olde           |                                                      |
| 1726 - 1728     | Berend van Borne        | zoon van Hermen van Borne                            |
| 1735            | Hendrik Molkenbour      |                                                      |
| 1767 - ca. 1795 | Berend van Borne        |                                                      |
| 1770 - 1783     | Gerrit Hoffsink         |                                                      |
| 1770 - 1780     | Hendrik Molckenbour     |                                                      |
| 1770            | Berend Nyman            |                                                      |
| 1770 - 1793     | Derk Santman            |                                                      |
| voor 1774       | Dirk Jan Rustenberg     |                                                      |
| 1778 - 1780     | Frederik Bussemaker     |                                                      |
| 1780            | Frederik van Munster    |                                                      |
| 1780            | Evert Santman           |                                                      |
| 1780            | Gerrit Sierink          |                                                      |
| 1792 - 1793     | Albert Kuyk Molckenbour |                                                      |
| 1793            | H. Dudink               |                                                      |
| 1793            | R. Frylink              |                                                      |
| 1793            | Berent Oeverman         |                                                      |
| 1793            | Leefhert Rustenberg     |                                                      |
| 1793            | Rutger Santman          |                                                      |
| 1793            | A. Sierink              |                                                      |

De gemeente Hardenberg ontstond in 1811 door samenvoeging van de rechtsgebieden van het richterambt Hardenberg en het stadsgericht Hardenberg op bevel van een keizerlijk decreet van Napoleon.

## Burgemeester van de gemeenteHardenberg(1811-1818)
| Ambtsperiode | Naam burgemeester    | Bijzonderheden                         |
| ------------ | -------------------- | -------------------------------------- |
| 1811 - 1818  | Antoni van Riemsdijk | bleef burgemeester van Ambt Hardenberg |

In 1818 werden de stad en het platteland weer gescheiden.

## Burgemeesters van de gemeenteStad Hardenberg(1818-1941)
| Ambtsperiode | Naam burgemeester                          | Bijzonderheden                                                                               |
| ------------ | ------------------------------------------ | -------------------------------------------------------------------------------------------- |
| 1818 - 1836  | Lucas Hoenderken                           |                                                                                              |
| 1836 - 1838  | Diederik Jan Weerts                        | werd burgemeester van Ambt Delden                                                            |
| 1838 - 1840  | Johann Heinrich Kremer                     | werd burgemeester van Ambt Hardenberg                                                        |
| 1840 - 1843  | Johannes Andries Helderman                 | werd burgemeester van Den Ham                                                                |
| 1844 - 1847  | Jan Pluym (1802-1847)                      | was burgemeester van Zalk en Veecaten                                                        |
| 1848 - 1860  | Jan van Delden                             | was burgemeester van Diepenheim                                                              |
| 1860 - 1860  | Jan van Hulst                              |                                                                                              |
| 1860 - 1874  | Cornelis Johannes van Riemsdijk            |                                                                                              |
| 1874 - 1914  | Willem baron van Ittersum                  |                                                                                              |
| 1914 - 1922  | Jacobus Willem Cornelis Bloem              |                                                                                              |
| 1922 - 1931  | Bauke Albert Schuite                       |                                                                                              |
| 1931 - 1940  | Christiaan Frederik Bramer                 |                                                                                              |
| 1941 - 1941  | Mr. Johannes Albertus Mathijs van Oorschot | waarnemend, tevens van Ambt Hardenberg, bleef burgemeester van de nieuwe gemeente Hardenberg |

## Burgemeesters van de gemeenteAmbt Hardenberg(1818-1941)
| Ambtsperiode | Naam burgemeester                          | Bijzonderheden                                                                               |
| ------------ | ------------------------------------------ | -------------------------------------------------------------------------------------------- |
| 1818 - 1840  | Antoni van Riemsdijk                       | was burgemeester van de ongedeelde gemeente Hardenberg                                       |
| 1840 - 1843  | Johann Heinrich Kremer                     | was burgemeester van Stad Hardenberg                                                         |
| 1843 - 1847  | Jan Pluym (1802-1847)                      | was burgemeester van Zalk en Veecaten                                                        |
| 1848 - 1860  | Jan van Delden                             |                                                                                              |
| 1860 - 1874  | Hendricus Nicolaus van Roijen              |                                                                                              |
| 1874 - 1885  | Jan van Barneveld                          |                                                                                              |
| 1885 - 1890  | Godewien Arnold van Dijck (1837-1890)      |                                                                                              |
| 1890 - 1900  | Korstiaan van der Burg                     |                                                                                              |
| 1900 - 1912  | Willem Hendrik de Chalmot                  | was burgemeester van de gemeenten Kuinre en Blankenham                                       |
| 1913 - 1936  | Herman Heinrich Weitkamp                   |                                                                                              |
| 1936 - 1940  | Gerrit Oprel                               | was burgemeester van Zwartsluis                                                              |
| 1941 - 1941  | Mr. Johannes Albertus Mathijs van Oorschot | waarnemend, tevens van Stad Hardenberg, bleef burgemeester van de nieuwe gemeente Hardenberg |

## Burgemeesters van de gemeenteHardenbergvanaf 1941
In 1941 werden op bevel van het Duitse bewind de gemeenten Stad Hardenberg en Ambt Hardenberg weer samengevoegd.
| Ambtsperiode | Naam burgemeester                    | Partij of stroming | Bijzonderheden                                                                   |
| ------------ | ------------------------------------ | ------------------ | -------------------------------------------------------------------------------- |
| 1941 - 1943  | Mr. J.A.M. van Oorschot              |                    | was waarnemend burgemeester van Stad en Ambt Hardenberg                          |
| 1943 - 1945  | Ir. Frederik Jan Overbeek jr.        | NSB                |                                                                                  |
| 1945 - 1958  | Mr. J.A.M. van Oorschot              |                    | aanvankelijk waarnemend burgemeester                                             |
| 1958 - 1964  | Jacobus Hendrik de Goede             | ARP                | werd burgemeester van Hoogeveen                                                  |
| 1964 - 1968  | Jan (J.) Slot                        | ARP                | werd burgemeester van Ede                                                        |
| 1969 - 1989  | Mr. Leo (L.A.) van Splunder          | ARP / CDA          | was burgemeester van Almkerk, werd waarnemend burgemeester van Ruinerwold        |
| 1989 - 1999  | Drs. Herman (H.) Smit                | CDA                | was burgemeester van Dalfsen                                                     |
| 1999 - 2000  | waarnemend Drs. Remmelt (R.) Lanning | CDA                | oud gedeputeerde van de provincie Overijssel                                     |
| 2001 - 2011  | Mr. Bert (W.) Meulman                | CDA                | was burgemeester van Den Ham                                                     |
| 2011 - 2019  | Peter (P.H.) Snijders                | VVD                | was burgemeester van De Wolden, werd burgemeester van Zwolle                     |
| 2019 - 2020  | Drs. Jan Willem (J.W.) Wiggers MPM   | CDA                | waarnemend, was burgemeester van Hattem, werd waarnemend burgemeester van Heerde |
| 2020 - heden | Drs.ing. Maarten (M.W.) Offinga MBM  | CDA                | was wethouder van Súdwest-Fryslân                                                |

In 2001 werden de gemeenten Avereest en Gramsbergen samengevoegd met de gemeente Hardenberg.